# Phyllonorycter clerotoma
Phyllonorycter clerotoma là một loài bướm đêm thuộc họ Gracillariidae. Nó được tìm thấy ở Ecuador.